# Daniel Braaten
Daniel Omoya Braaten (Oslo, 25 maggio 1982) è un calciatore norvegese, attaccante dello Skeid.

## Caratteristiche tecniche
Braaten è un'ala potente dotata di buon dribbling che può essere impiegata su entrambe le fasce.

## Carriera

### Club
Braaten ha iniziato la carriera professionistica con la maglia dello Skeid. Ha debuttato nella 1. divisjon il 3 maggio 2000, sostituendo Thomas Øverby nella sconfitta casalinga per 0-4 contro il Sandefjord. Il 6 maggio 2001 ha segnato la prima rete in campionato, nella vittoria esterna per 0-4 sul Mandalskameratene.
Nel tardo 2003, ha sostenuto un provino per il Lens assieme al compagno di squadra Daniel Fredheim Holm.

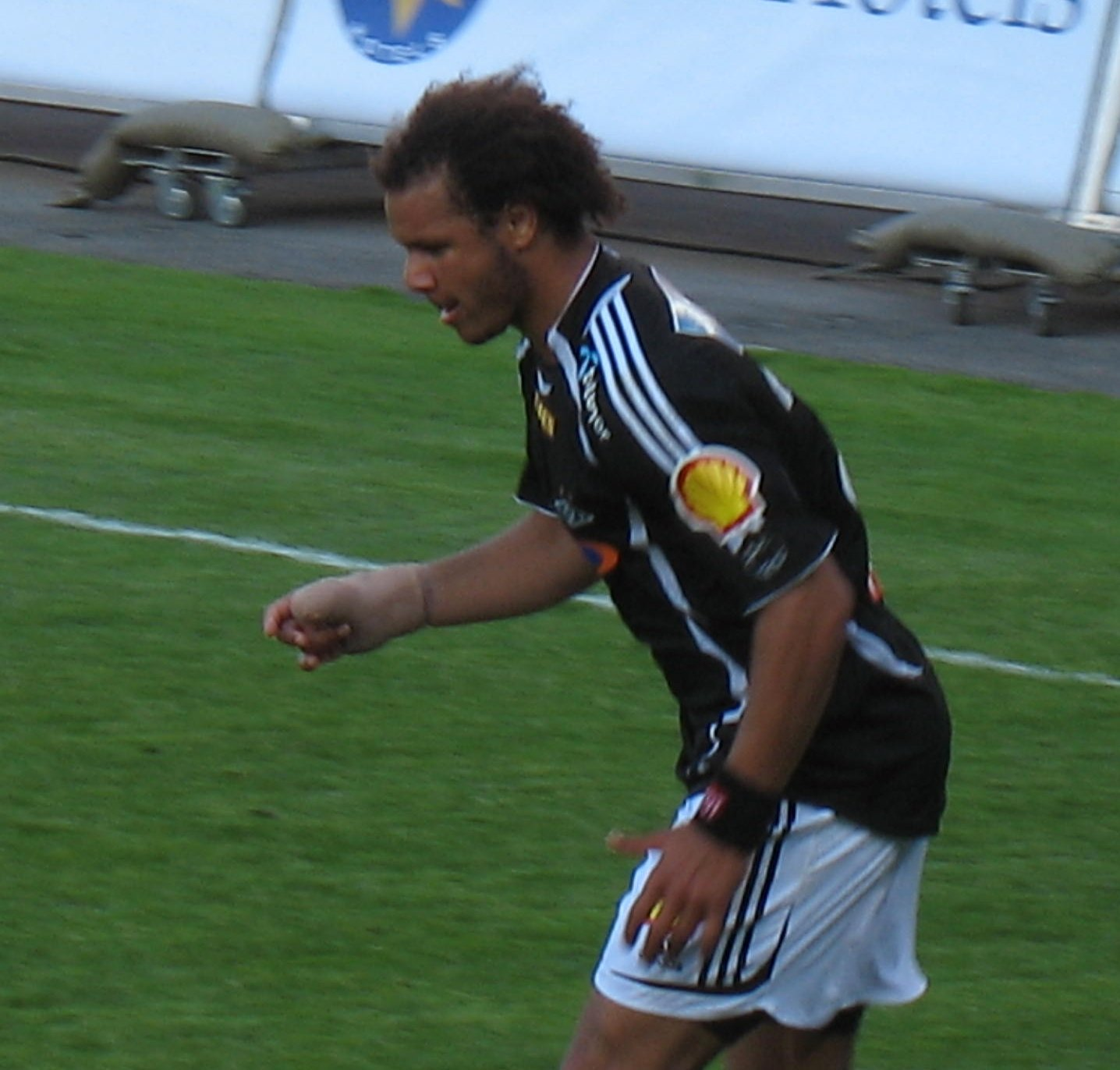
Braaten in azione col Rosenborg

Il 16 luglio 2004 è stato reso noto il suo trasferimento al Rosenborg, per cui ha firmato un contratto della durata di tre anni e mezzo. Ha esordito nell'Eliteserien il 1º agosto, sostituendo Øyvind Storflor nel pareggio per 1-1 contro il Viking. La settimana successiva, ha segnato la prima rete nella massima divisione norvegese: è stato lui a fissare il punteggio sul definitivo 4-1 in favore del Rosenborg sul Lillestrøm. L'11 agosto ha giocato il primo incontro nella Champions League, seppure nel terzo turno preliminare: è entrato in campo in luogo di Harald Martin Brattbakk nella vittoria per 2-1 sul Maccabi Haifa. Ha contribuito così alla vittoria in campionato del club.
Braaten non è riuscito comunque a diventare un giocatore chiave per il Rosenborg. Continui infortuni all'inguine, infatti, gli hanno impedito di imporsi in squadra. Anche per la mancata volontà dell'attaccante di rinnovare il suo contratto con il club norvegese, è stato così messo sul mercato.
Il 31 luglio 2007, è passato al Bolton. Il calciatore è stato pagato 5.000.000 di corone. Ha debuttato nella Premier League il 15 agosto, sostituendo Heiðar Helguson nella sconfitta per 2-1 contro il Fulham, a Craven Cottage. Il 25 agosto, Braaten ha segnato la prima rete nella massima divisione inglese: è stato lui a siglare il gol del definitivo 3-0 sul Reading. Il norvegese ha sfruttato un assist di Nicolas Anelka, dopo una lunga corsa nello spazio del francese.
In tutta la stagione, non è riuscito mai a partire da titolare in campionato. Braaten ha dichiarato successivamente di essere stato penalizzato dal cambio del manager dei Trotters: Sammy Lee, che lo volle con sé, è stato infatti sostituito da Gary Megson e il norvegese ha capito di non rientrare nei suoi piani. Ha passato così il resto del campionato ai margini della rosa, ma ha dichiarato che l'esperienza inglese lo ha aiutato comunque a migliorare come calciatore.
Il 25 giugno 2008 si è trasferito al Tolosa, nell'ambito della trattativa che ha portato Johan Elmander al Bolton. Il 10 agosto ha esordito da titolare nella Ligue 1, schierato nella sconfitta per 3-0 in casa dell'Olympique Lione. Il 22 marzo 2009 è arrivata la prima rete, ai danni del Paris Saint-Germain: il gol di Braaten ha portato il punteggio sul definitivo 4-1 in favore del Tolosa.

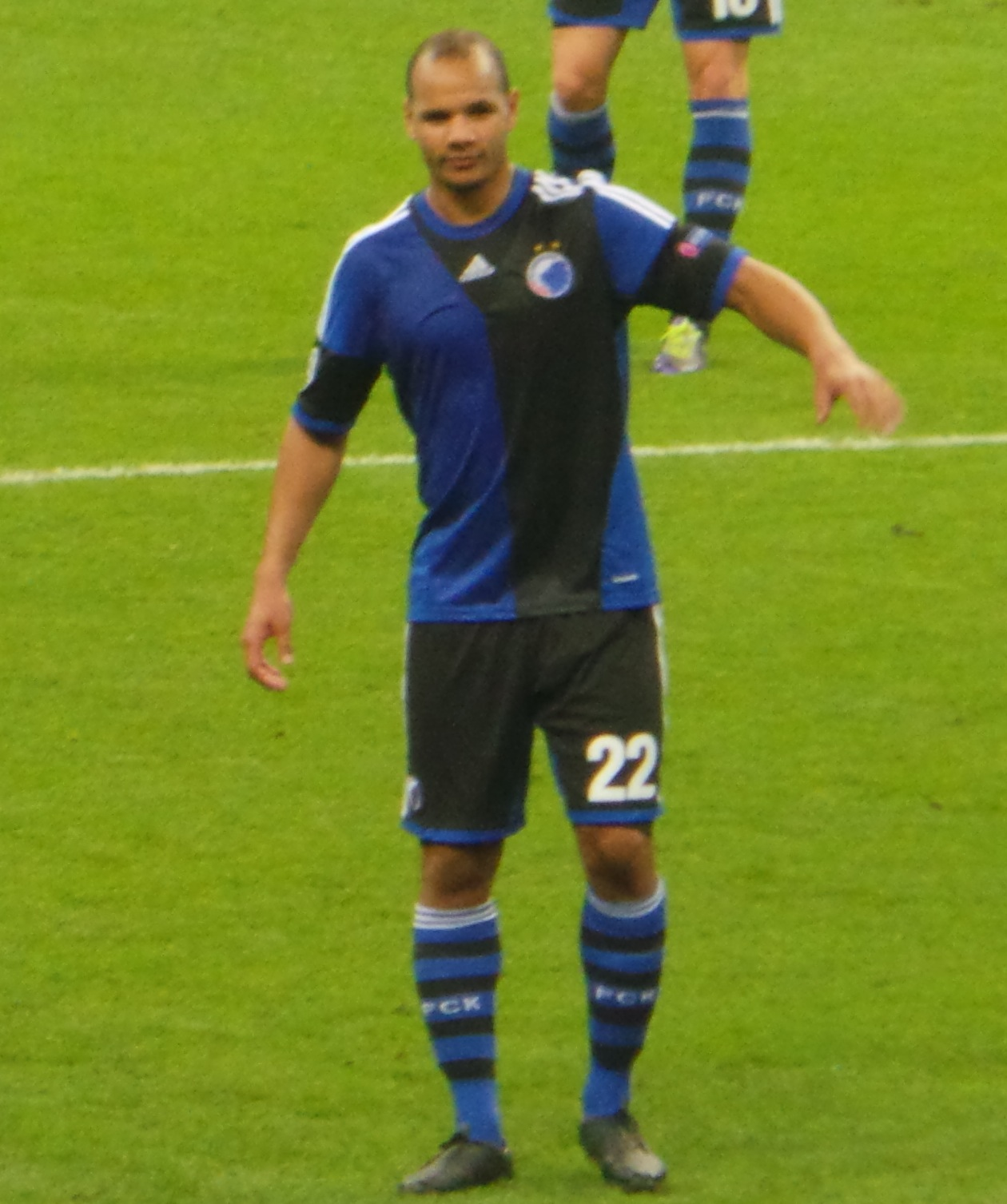
Braaten nel 2013 al Copenaghen

Il 2 settembre 2013, ha firmato ufficialmente un contratto con i danesi del Copenaghen. Il giocatore ha scelto la maglia numero 22. Ha esordito nella Superligaen in data 14 settembre 2013, sostituendo Thomas Kristensen nel pareggio per 1-1 contro l'Esbjerg. Ha segnato un'unica rete in campionato: il 6 aprile 2014, ha realizzato un gol nel successo per 2-0 sul SønderjyskE. A fine stagione, il norvegese ha lasciato la squadra. Ha totalizzato 30 presenze e 2 reti con questa maglia, tra campionato e coppe.
A gennaio 2015, svincolato, si è aggregato al Vålerenga per mantenersi in forma. Il successivo 9 febbraio ha firmato un contratto annuale con il club, facendo ritorno in Norvegia a quasi otto anni da quando aveva lasciato il paese. Ha scelto la maglia numero 17. Il 3 dicembre 2015, l'allenatore del Vålerenga Kjetil Rekdal ha annunciato che non sarebbe stato offerto il rinnovo di contratto al giocatore, che si sarebbe così svincolato alla fine del mese.
Il 21 febbraio 2016, Braaten ha firmato un contratto annuale con il Brann. Ha scelto di vestire la maglia numero 25. Ha esordito in squadra il 13 marzo, schierato titolare nel pareggio esterno per 2-2 sul campo dello Strømsgodset. Il 10 agosto ha rinnovato il contratto col club per un'ulteriore stagione.
Il 3 novembre 2017 ha nuovamente prolungato il contratto con il Brann, fino al 31 dicembre 2018.
Libero da vincoli contrattuali, in data 21 febbraio 2019 ha firmato un accordo annuale con lo Stabæk.
Il 26 giugno 2020 ha fatto ritorno allo Skeid.

### Nazionale

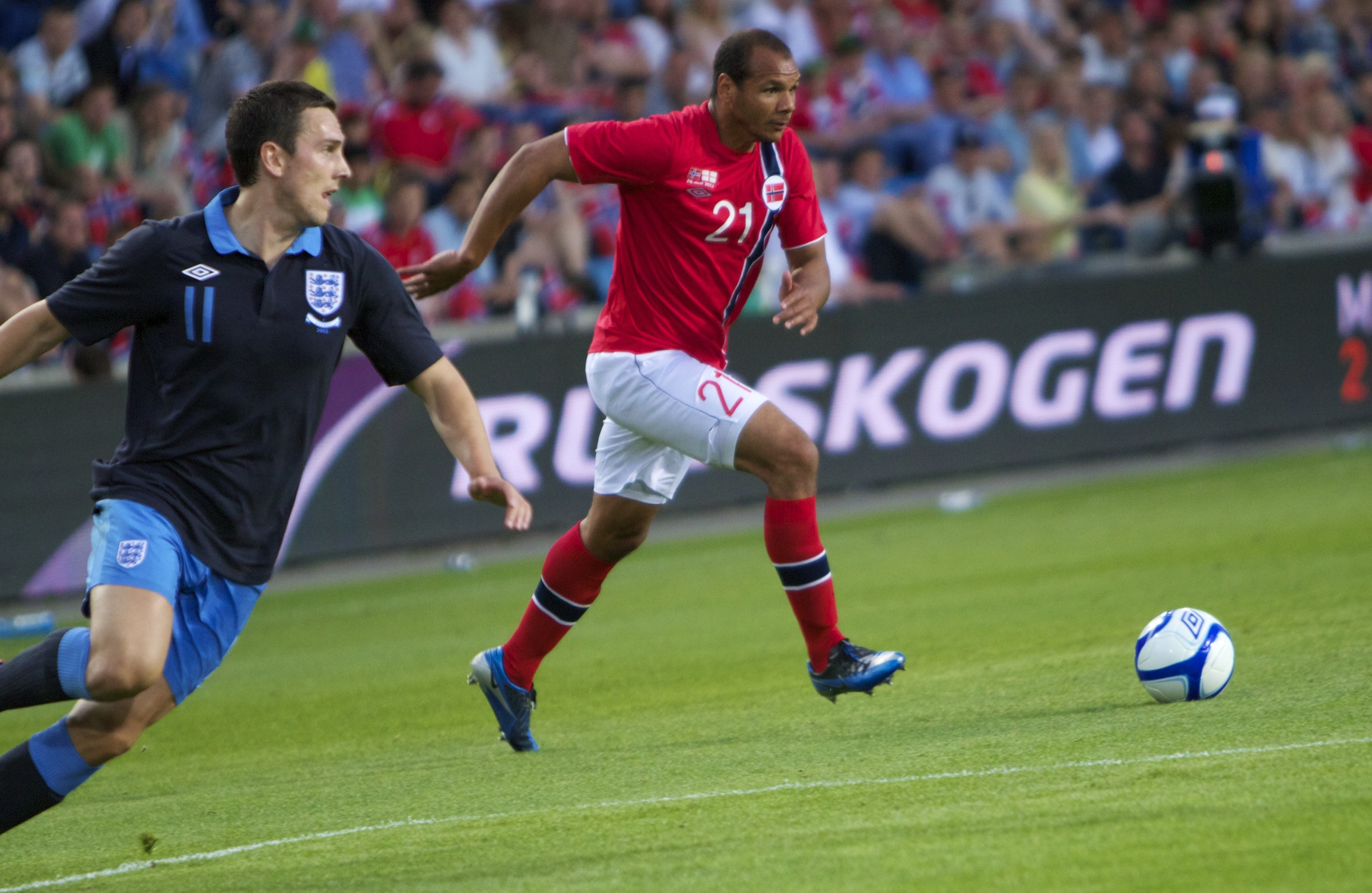
Braaten nel 2012 con la maglia della nazionale norvegese

Braaten ha giocato 2 partite per la Norvegia under 21. Ha debuttato il 19 agosto 2003, nella partita vinta per 3-0 contro la Scozia under 21.
Il 22 gennaio 2004 ha esordito nella Nazionale maggiore. È stato titolare nella vittoria per 3-0 contro la Svezia, in un'amichevole disputata a Hong Kong. Il 20 aprile 2005 ha segnato la prima rete, nella vittoria per 2-1 a Tallinn della Norvegia sull'Estonia. Il 3 settembre dello stesso anno ha giocato per la prima volta un match di qualificazione ad una competizione internazionale, in questo caso per il campionato del mondo 2006: è subentrato a Steffen Iversen nel successo per 3-2 a Celje contro la Slovenia.
Il 6 giugno 2007 ha segnato una rete all'Ungheria, in un match valido per le qualificazioni al campionato d'Europa 2008: la Norvegia si è imposta per 4-0. Il 14 novembre 2009 ha ricevuto il Gullklokka, in seguito alla sfida amichevole contro la Svizzera: quella è stata infatti la sua 25ª presenza in Nazionale.

## Statistiche

### Presenze e reti nei club
Statistiche aggiornate al 12 dicembre 2020.
| Stagione         | Club             | Campionato       | Campionato | Campionato | Coppe nazionali | Coppe nazionali | Coppe nazionali | Coppe continentali | Coppe continentali | Coppe continentali | Supercoppe | Supercoppe | Supercoppe | Totale | Totale |
| Stagione         | Club             | Comp             | Pres       | Reti       | Comp            | Pres            | Reti            | Comp               | Pres               | Reti               | Comp       | Pres       | Reti       | Pres   | Reti   |
| ---------------- | ---------------- | ---------------- | ---------- | ---------- | --------------- | --------------- | --------------- | ------------------ | ------------------ | ------------------ | ---------- | ---------- | ---------- | ------ | ------ |
| 2000             | Skeid 2          | 3D               | 3+         | 0          | -               | -               | -               | -                  | -                  | -                  | -          | -          | -          | 3+     | 0      |
| 2000             | Skeid            | 1D               | 13         | 0          | CN              | 1               | 0               | -                  | -                  | -                  | -          | -          | -          | 14     | 0      |
| 2001             | Skeid            | 1D               | 28         | 3          | CN              | 3               | 0               | -                  | -                  | -                  | -          | -          | -          | 31     | 3      |
| 2002             | Skeid            | 1D               | 25         | 4          | CN              | 4               | 1               | -                  | -                  | -                  | -          | -          | -          | 29     | 5      |
| 2003             | Skeid            | 1D               | 22         | 6          | CN              | 5               | 1               | -                  | -                  | -                  | -          | -          | -          | 27     | 7      |
| 2004             | Skeid            | 1D               | 14         | 9          | CN              | 3               | 0               | -                  | -                  | -                  | -          | -          | -          | 17     | 9      |
| 2004             | Rosenborg        | ES               | 10         | 5          | CN              | 1               | 0               | UCL                | 8                  | 1                  | -          | -          | -          | 19     | 6      |
| 2005             | Rosenborg        | ES               | 19         | 2          | CN              | 0               | 0               | UCL+UEL            | 8+2                | 0+0                | -          | -          | -          | 29     | 2      |
| 2006             | Rosenborg        | ES               | 19         | 3          | CN              | 4               | 0               | -                  | -                  | -                  | RL         | 1          | 0          | 24     | 3      |
| 2007             | Rosenborg        | ES               | 15         | 2          | CN              | 4               | 0               | -                  | -                  | -                  | -          | -          | -          | 19     | 2      |
| Totale Rosenborg | Totale Rosenborg | Totale Rosenborg | 63         | 12         |                 | 9               | 0               |                    | 18                 | 1                  |            | 1          | 0          | 91     | 13     |
| 2007-2008        | Bolton           | PL               | 6          | 1          | FA+LC           | 1+2             | 0               | UEL                | 5                  | 0                  | -          | -          | -          | 14     | 1      |
| 2008-2009        | Tolosa           | L1               | 30         | 1          | CF+CdL          | 4+1             | 1+0             | -                  | -                  | -                  | -          | -          | -          | 35     | 2      |
| 2009-2010        | Tolosa           | L1               | 32         | 4          | CF+CdL          | 2+3             | 0+0             | UEL                | 7                  | 1                  | -          | -          | -          | 44     | 5      |
| 2010-2011        | Tolosa           | L1               | 32         | 5          | CF+CdL          | 0+1             | 0+0             | -                  | -                  | -                  | -          | -          | -          | 33     | 5      |
| 2011-2012        | Tolosa           | L1               | 30         | 1          | CF+CdL          | 0+1             | 0               | -                  | -                  | -                  | -          | -          | -          | 31     | 1      |
| 2012-2013        | Tolosa           | L1               | 32         | 2          | CF+CdL          | 2+1             | 0               | -                  | -                  | -                  | -          | -          | -          | 35     | 2      |
| Totale Tolosa    | Totale Tolosa    | Totale Tolosa    | 156        | 13         |                 | 8+7             | 1+0             |                    | 7                  | 1                  |            | -          | -          | 178    | 15     |
| set. 2013-2014   | Copenaghen       | SL               | 23         | 1          | CD              | 3               | 0               | UCL                | 4                  | 1                  | -          | -          | -          | 30     | 2      |
| 2015             | Vålerenga 2      | 2D               | 3          | 1          | CN              | -               | -               | -                  | -                  | -                  | -          | -          | -          | 3      | 1      |
| 2015             | Vålerenga        | ES               | 22         | 1          | CN              | 2               | 0               | -                  | -                  | -                  | -          | -          | -          | 24     | 1      |
| 2016             | Brann            | ES               | 25         | 0          | CN              | 0               | 0               | -                  | -                  | -                  | -          | -          | -          | 25     | 0      |
| 2017             | Brann            | ES               | 15         | 3          | CN              | 1               | 0               | UEL                | 0                  | 0                  | SN         | 1          | 0          | 17     | 3      |
| 2018             | Brann            | ES               | 11         | 0          | CN              | 4               | 1               | -                  | -                  | -                  | -          | -          | -          | 15     | 1      |
| Totale Brann     | Totale Brann     | Totale Brann     | 51         | 3          |                 | 5               | 1               |                    | 0                  | 0                  |            | 1          | 0          | 57     | 4      |
| 2019             | Stabæk 2         | 3D               | 5          | 1          | CN              | -               | -               | -                  | -                  | -                  | -          | -          | -          | 5      | 1      |
| 2019             | Stabæk           | ES               | 18         | 2          | CN              | 4               | 1               | -                  | -                  | -                  | -          | -          | -          | 22     | 3      |
| 2020             | Skeid            | 2D               | 16+2       | 0+1        | -               | -               | -               | -                  | -                  | -                  | -          | -          | -          | 18     | 1      |
| Totale Skeid     | Totale Skeid     | Totale Skeid     | 120        | 23         |                 | 16              | 2               |                    | -                  | -                  |            | -          | -          | 136    | 25     |
| Totale           | Totale           | Totale           | 470        | 58         |                 | 57              | 5               |                    | 34                 | 3                  |            | 2          | 0          | 563    | 66     |

### Cronologia presenze e reti in Nazionale
| Cronologia completa delle presenze e delle reti in nazionale ― Norvegia | Cronologia completa delle presenze e delle reti in nazionale ― Norvegia | Cronologia completa delle presenze e delle reti in nazionale ― Norvegia | Cronologia completa delle presenze e delle reti in nazionale ― Norvegia | Cronologia completa delle presenze e delle reti in nazionale ― Norvegia | Cronologia completa delle presenze e delle reti in nazionale ― Norvegia | Cronologia completa delle presenze e delle reti in nazionale ― Norvegia | Cronologia completa delle presenze e delle reti in nazionale ― Norvegia |
| Data                                                                    | Città                                                                   | In casa                                                                 | Risultato                                                               | Ospiti                                                                  | Competizione                                                            | Reti                                                                    | Note                                                                    |
| ----------------------------------------------------------------------- | ----------------------------------------------------------------------- | ----------------------------------------------------------------------- | ----------------------------------------------------------------------- | ----------------------------------------------------------------------- | ----------------------------------------------------------------------- | ----------------------------------------------------------------------- | ----------------------------------------------------------------------- |
| 22-1-2004                                                               | Hong Kong                                                               | Svezia                                                                  | 0 – 3                                                                   | Norvegia                                                                | Amichevole                                                              | -                                                                       |                                                                         |
| 25-1-2004                                                               | Hong Kong                                                               | Honduras                                                                | 1 – 3                                                                   | Norvegia                                                                | Amichevole                                                              | -                                                                       | 89’                                                                     |
| 20-4-2005                                                               | Tallinn                                                                 | Estonia                                                                 | 1 – 2                                                                   | Norvegia                                                                | Amichevole                                                              | 1                                                                       | 81’                                                                     |
| 3-9-2005                                                                | Celje                                                                   | Slovenia                                                                | 2 – 3                                                                   | Norvegia                                                                | Qual. Mondiali 2006                                                     | -                                                                       | 70’ 72’                                                                 |
| 7-9-2005                                                                | Oslo                                                                    | Norvegia                                                                | 1 – 2                                                                   | Scozia                                                                  | Qual. Mondiali 2006                                                     | -                                                                       | 46’                                                                     |
| 8-10-2005                                                               | Oslo                                                                    | Norvegia                                                                | 1 – 0                                                                   | Moldavia                                                                | Qual. Mondiali 2006                                                     | -                                                                       | 82’                                                                     |
| 12-11-2005                                                              | Oslo                                                                    | Norvegia                                                                | 0 – 1                                                                   | Rep. Ceca                                                               | Qual. Mondiali 2006                                                     | -                                                                       | 46’ 60’                                                                 |
| 1-3-2006                                                                | Dakar                                                                   | Senegal                                                                 | 2 – 1                                                                   | Norvegia                                                                | Amichevole                                                              | -                                                                       | 62’                                                                     |
| 16-8-2006                                                               | Oslo                                                                    | Norvegia                                                                | 1 – 1                                                                   | Brasile                                                                 | Amichevole                                                              | -                                                                       | 90’                                                                     |
| 2-9-2006                                                                | Budapest                                                                | Ungheria                                                                | 1 – 4                                                                   | Norvegia                                                                | Qual. Euro 2008                                                         | -                                                                       | 62’                                                                     |
| 7-10-2006                                                               | Atene                                                                   | Grecia                                                                  | 1 – 0                                                                   | Norvegia                                                                | Qual. Euro 2008                                                         | -                                                                       | 61’                                                                     |
| 2-6-2007                                                                | Oslo                                                                    | Norvegia                                                                | 4 – 0                                                                   | Malta                                                                   | Qual. Euro 2008                                                         | -                                                                       | 82’                                                                     |
| 6-6-2007                                                                | Oslo                                                                    | Norvegia                                                                | 4 – 0                                                                   | Ungheria                                                                | Qual. Euro 2008                                                         | 1                                                                       | 46’                                                                     |
| 22-8-2007                                                               | Oslo                                                                    | Norvegia                                                                | 2 – 1                                                                   | Argentina                                                               | Amichevole                                                              | -                                                                       |                                                                         |
| 17-10-2007                                                              | Sarajevo                                                                | Bosnia ed Erzegovina                                                    | 0 – 2                                                                   | Norvegia                                                                | Qual. Euro 2008                                                         | -                                                                       | 76’                                                                     |
| 6-2-2008                                                                | Wrexham                                                                 | Galles                                                                  | 3 – 0                                                                   | Norvegia                                                                | Amichevole                                                              | -                                                                       |                                                                         |
| 11-10-2008                                                              | Glasgow                                                                 | Scozia                                                                  | 0 – 0                                                                   | Norvegia                                                                | Qual. Mondiali 2010                                                     | -                                                                       | 56’                                                                     |
| 11-2-2009                                                               | Düsseldorf                                                              | Germania                                                                | 0 – 1                                                                   | Norvegia                                                                | Amichevole                                                              | -                                                                       | 87’                                                                     |
| 28-3-2009                                                               | Rustenburg                                                              | Sudafrica                                                               | 2 – 1                                                                   | Norvegia                                                                | Amichevole                                                              | -                                                                       | 68’                                                                     |
| 1-4-2009                                                                | Oslo                                                                    | Norvegia                                                                | 3 – 2                                                                   | Finlandia                                                               | Amichevole                                                              | -                                                                       | 61’                                                                     |
| 6-6-2009                                                                | Skopje                                                                  | Macedonia                                                               | 0 – 0                                                                   | Norvegia                                                                | Qual. Mondiali 2010                                                     | -                                                                       | 58’                                                                     |
| 10-6-2009                                                               | Rotterdam                                                               | Paesi Bassi                                                             | 2 – 0                                                                   | Norvegia                                                                | Qual. Mondiali 2010                                                     | -                                                                       | 48’                                                                     |
| 9-9-2009                                                                | Oslo                                                                    | Norvegia                                                                | 2 – 1                                                                   | Macedonia                                                               | Qual. Mondiali 2010                                                     | -                                                                       | 84’                                                                     |
| 10-10-2009                                                              | Oslo                                                                    | Norvegia                                                                | 1 – 0                                                                   | Sudafrica                                                               | Amichevole                                                              | -                                                                       | 70’                                                                     |
| 14-11-2009                                                              | Ginevra                                                                 | Svizzera                                                                | 0 – 1                                                                   | Norvegia                                                                | Amichevole                                                              | -                                                                       | 77’                                                                     |
| 3-3-2010                                                                | Žilina                                                                  | Slovacchia                                                              | 0 – 1                                                                   | Norvegia                                                                | Amichevole                                                              | -                                                                       | 63’                                                                     |
| 11-8-2010                                                               | Oslo                                                                    | Norvegia                                                                | 2 – 1                                                                   | Francia                                                                 | Amichevole                                                              | -                                                                       |                                                                         |
| 12-10-2010                                                              | Zagabria                                                                | Croazia                                                                 | 2 – 1                                                                   | Norvegia                                                                | Amichevole                                                              | -                                                                       | 65’                                                                     |
| 26-3-2011                                                               | Oslo                                                                    | Norvegia                                                                | 1 – 1                                                                   | Danimarca                                                               | Qual. Euro 2012                                                         | -                                                                       | 78’                                                                     |
| 4-6-2011                                                                | Lisbona                                                                 | Portogallo                                                              | 1 – 0                                                                   | Norvegia                                                                | Qual. Euro 2012                                                         | -                                                                       | 75’                                                                     |
| 7-6-2011                                                                | Oslo                                                                    | Norvegia                                                                | 1 – 0                                                                   | Lituania                                                                | Amichevole                                                              | -                                                                       | 46’ 90’                                                                 |
| 2-9-2011                                                                | Oslo                                                                    | Norvegia                                                                | 1 – 0                                                                   | Islanda                                                                 | Qual. Euro 2012                                                         | -                                                                       | 68’ 73’                                                                 |
| 6-9-2011                                                                | Copenaghen                                                              | Danimarca                                                               | 2 – 0                                                                   | Norvegia                                                                | Qual. Euro 2012                                                         | -                                                                       | 71’ 83’                                                                 |
| 12-11-2011                                                              | Cardiff                                                                 | Galles                                                                  | 4 – 1                                                                   | Norvegia                                                                | Amichevole                                                              | -                                                                       | 77’                                                                     |
| 29-2-2012                                                               | Belfast                                                                 | Irlanda del Nord                                                        | 0 – 3                                                                   | Norvegia                                                                | Amichevole                                                              | -                                                                       | 46’                                                                     |
| 26-5-2012                                                               | Oslo                                                                    | Norvegia                                                                | 0 – 1                                                                   | Inghilterra                                                             | Amichevole                                                              | -                                                                       | 74’                                                                     |
| 2-6-2012                                                                | Oslo                                                                    | Norvegia                                                                | 1 – 1                                                                   | Croazia                                                                 | Amichevole                                                              | -                                                                       | 45’                                                                     |
| 15-8-2012                                                               | Oslo                                                                    | Norvegia                                                                | 2 – 3                                                                   | Grecia                                                                  | Amichevole                                                              | -                                                                       |                                                                         |
| 7-9-2012                                                                | Reykjavík                                                               | Islanda                                                                 | 2 – 0                                                                   | Norvegia                                                                | Qual. Mondiali 2014                                                     | -                                                                       | 66’                                                                     |
| 11-9-2012                                                               | Oslo                                                                    | Norvegia                                                                | 2 – 1                                                                   | Slovenia                                                                | Qual. Mondiali 2014                                                     | -                                                                       |                                                                         |
| 12-10-2012                                                              | Berna                                                                   | Svizzera                                                                | 1 – 1                                                                   | Norvegia                                                                | Qual. Mondiali 2014                                                     | -                                                                       | 88’                                                                     |
| 16-10-2012                                                              | Larnaca                                                                 | Cipro                                                                   | 1 – 3                                                                   | Norvegia                                                                | Qual. Mondiali 2014                                                     | -                                                                       | 82’                                                                     |
| 14-11-2012                                                              | Budapest                                                                | Ungheria                                                                | 0 – 2                                                                   | Norvegia                                                                | Amichevole                                                              | -                                                                       | 90’                                                                     |
| 7-2-2013                                                                | Siviglia                                                                | Ucraina                                                                 | 2 – 0                                                                   | Norvegia                                                                | Amichevole                                                              | -                                                                       |                                                                         |
| 7-6-2013                                                                | Tirana                                                                  | Albania                                                                 | 1 – 1                                                                   | Norvegia                                                                | Qual. Mondiali 2014                                                     | -                                                                       |                                                                         |
| 11-6-2013                                                               | Oslo                                                                    | Norvegia                                                                | 2 – 0                                                                   | Macedonia                                                               | Amichevole                                                              | 1                                                                       |                                                                         |
| 14-8-2013                                                               | Solna                                                                   | Svezia                                                                  | 4 – 2                                                                   | Norvegia                                                                | Amichevole                                                              | -                                                                       |                                                                         |
| 6-9-2013                                                                | Oslo                                                                    | Norvegia                                                                | 2 – 0                                                                   | Cipro                                                                   | Qual. Mondiali 2014                                                     | -                                                                       | 81’                                                                     |
| 10-9-2013                                                               | Oslo                                                                    | Norvegia                                                                | 0 – 2                                                                   | Svizzera                                                                | Qual. Mondiali 2014                                                     | -                                                                       |                                                                         |
| 11-10-2013                                                              | Maribor                                                                 | Slovenia                                                                | 3 – 0                                                                   | Norvegia                                                                | Qual. Mondiali 2014                                                     | -                                                                       | 61’                                                                     |
| 15-10-2013                                                              | Oslo                                                                    | Norvegia                                                                | 1 – 1                                                                   | Islanda                                                                 | Qual. Mondiali 2014                                                     | 1                                                                       | 74’                                                                     |
| 5-3-2014                                                                | Praga                                                                   | Rep. Ceca                                                               | 2 – 2                                                                   | Norvegia                                                                | Amichevole                                                              | -                                                                       | 63’                                                                     |
| 27-5-2014                                                               | Saint-Denis                                                             | Francia                                                                 | 4 – 0                                                                   | Norvegia                                                                | Amichevole                                                              | -                                                                       | 57’                                                                     |
| Totale                                                                  |                                                                         | Presenze                                                                | 53                                                                      |                                                                         | Reti                                                                    | 4                                                                       |                                                                         |

## Palmarès

### Club

#### Competizioni giovanili
- Norgesmesterskapet G19: 1

Skeid: 1999

#### Competizioni nazionali
- Campionato norvegese: 2

Rosenborg: 2004, 2006

#### Individuale
- Gullklokka

2009